# BofA Securities
BofA Securities, anciennement Bank of America Merrill Lynch ou BAML, est la branche banque d'investissement de la Bank of America. Tout comme Merrill Lynch (branche gestion de fortune), BofA Securities exerce une activité de courtier bancaire. Elle fournit des conseils en fusion-acquisition, en gestion des risques, ou encore sur le marché des titres (actions, obligations). Basée à New-York, BofA Securities a été fondée en 2009, lors de l'absorption de Merrill Lynch & Co par la Bank of America.